# Силаєв Іван Миколайович
Іван Миколайович Силаєв (1915 - 1943) - червоноармієць  Робітничо-селянської Червоної Армії, учасник  німецько-радянської війни, Герой Радянського Союзу ( 1943).

## Біографія
Іван Силаєв народився в 1915 рік у в селі  Новіково (нині - Арзамаський район  Нижегородської області). Отримав початкову освіту, після чого працював в колгоспі. У 1942 році він був призваний на службу до Робітничо-селянської Червоної Армії. До березня 1943 року гвардії червоноармієць Іван Силаєв був стрільцем 78-го гвардійського стрілецького полку  25-ї гвардійської стрілецької дивізії  6 ї армії  Південно-Західного фронту..
 2 - 6 березня 1943 року Силаєв в складі свого взводу, яким командував лейтенант Широнін, брав участь у відбитті контратак німецьких танкових і піхотних частин біля залізничного переїзду на південній околиці села  Таранівка  Зміївского району  Харківської області  Української РСР. У тих боях він загинув. Похований у братській могилі на місці бою.
Указом Президіума  Верховної Ради СРСР від 18 травня 1943 року за «зразкове виконання бойових завдань командування на фронті боротьби з німецькими загарбниками і проявлені при цьому мужність і героїзм» гвардії червоноармієць Іван Силаєв посмертно був удостоєний звання  Героя Радянського Союзу. Також посмертно був нагороджений  орденом Леніна.